# Neogonus plasoni
Neogonus plasoni là một loài bọ cánh cứng trong họ Melandryidae. Loài này được Hampe miêu tả khoa học năm 1873.